# Municipio de Lancaster (Kansas)
El municipio de Lancaster (en inglés: Lancaster Township) es un municipio ubicado en el condado de Atchison en el estado estadounidense de Kansas. En el año 2010 tenía una población de 818 habitantes y una densidad poblacional de 5,24 personas por km².

## Geografía
El municipio de Lancaster se encuentra ubicado en las coordenadas 39°36′1″N 95°18′29″O / 39.60028, -95.30806. Según la Oficina del Censo de los Estados Unidos, el municipio tiene una superficie total de 156.17 km², de la cual 155,74 km² corresponden a tierra firme y (0,28 %) 0,43 km² es agua.

## Demografía
Según el censo de 2010, había 818 personas residiendo en el municipio de Lancaster. La densidad de población era de 5,24 hab./km². De los 818 habitantes, el municipio de Lancaster estaba compuesto por el 97,07 % blancos, el 0,12 % eran afroamericanos, el 0,98 % eran amerindios, el 0,73 % eran asiáticos, el 0,24 % eran de otras razas y el 0,86 % eran de una mezcla de razas. Del total de la población el 1,34 % eran hispanos o latinos de cualquier raza.